# Femøren (métro de Copenhague)
Femøren est une station du métro de Copenhague.

## Situation ferroviaire
Femøren est une station de la ligne M2. Elle a été inaugurée le 28 septembre 2007.

## À proximité
- Amager Strandpark : plage
- Kastrup Strandpark : plage
- Kastrup Lystbådehavn : port de plaisance
- Kastrup Søbad : plateforme de baignade, réalisée par l'agence d'architecture suédoise White Arkitekter
- Fort de Kastrup